# Insieme per forza (film 1991)
Insieme per forza (The Hard Way) è un film del 1991 diretto da John Badham, con Michael J. Fox e James Woods.

## Trama
Un serial killer noto come "Il Guastafeste" telefona alla polizia, avvisando che sta per uccidere un'altra persona in un night club, sfidandolo a fermarlo. La polizia converge nel night club, ma gli ufficiali, incluso il cinico tenente del NYPD John Moss, non sono in grado di fermare l'omicidio. Il Guastafeste fugge nel caos che ne segue e Moss viene gettato da un'auto mentre cerca di fermare l'assassino. Mentre a Moss vengono curate le ferite, fa commenti osceni ai media.
A Hollywood, Nick Lang è una star del cinema viziata che è meglio conosciuta come "Smoking" Joe Gunn, il personaggio principale di una serie di film d'azione molto popolari. Per essere preso più sul serio come attore, è in lizza per il ruolo da protagonista nel dramma poliziesco 'Blood on the Asphalt'. Nick promette di "prepararsi" per il ruolo tentando di essere un vero ufficiale di polizia. Dopo aver visto lo sfogo di Moss in TV, Nick parla con il sindaco di New York David Dinkins per essere assegnato come nuovo partner di Moss. Moss non vuole far parte dell'accordo ma è costretto a rispettarlo, in quanto il suo capitano, che è un fan di Nick Lang, glielo ordina. A peggiorare le cose, per prendersi cura di Nick, significa che Moss dovrà essere rimosso dal caso Party Crasher.
Moss non rispetta gli ordini, continuando le indagini e cercando ripetutamente di abbandonare Nick, le cui continue domande e tentativi di imitare i movimenti di Moss frustrano lo stesso John. Nick vuole sapere come ci si sente ad essere un poliziotto, mentre Moss gli ricorda costantemente che questo non è un film. Nel frattempo, Moss sta anche cercando di destreggiarsi con una nuova storia d'amore con Susan. Il Moss divorziato non è in grado di comunicare con lei o aprirsi e Nick gli offre consigli su come interagire con le donne.
Moss porta Nick in un edificio buio per catturare un criminale, ordinandogli di rimanere fermo e dandogli una vera pistola in caso di emergenza. Nick, tuttavia, entra nell'edificio e spara a un uomo che crede sia un criminale che insegue Moss. L'uomo si rivela essere uno spettatore, lasciando Nick terrorizzato. Moss si impegna a nascondere il fatto e sollecita Nick a lasciare immediatamente la città. Nick ritorna dall'aeroporto alla stazione di polizia per confessare, solo per vedere che il "morto" è in realtà un poliziotto. Moss ha architettato il tutto per far uscire Nick dalla città, affermando che il panico, il dubbio, la colpa e la rabbia di Nick fanno tutti parte dell'essere un "vero" poliziotto.
Nick rintraccia Moss e si imbatte in uno scontro tra Moss e il Guastafeste, durante il quale salva la vita di Moss. Il Guastafeste è ferito ma uccide diverse persone e fugge. Dopo che a Susan viene detto da Moss che la sua vita instabile come poliziotto non permetterà mai loro di avere una relazione, viene visitato da Nick. Nick prevede che il Guastafeste seguirà il protocollo di narrazione dei suoi film e cercherà insieme le persone care di Moss nel terzo atto della loro storia: Nick ha ragione e Susan viene rapita. Moss e Nick affrontano il Guastafeste su un cartellone pubblicitario dell'ultimo film di Nick, 'Smoking Gunn II', e ne segue una rissa. Susan viene salvata dopo l'intervento di Nick che però viene sparato al petto. Moss butta il Guastafeste giù dal tetto dove morirà sul colpo. Moss cerca di confortare Nick e fa un discorso impressionante sull'essere un poliziotto.
Diversi mesi dopo, Nick ha scritto e girato 'The Good', 'The Badge' e 'The Ugly'. Moss, tornato insieme con Susan, frequenta la prima del film con il resto del dipartimento ed è incredulo scoprire che le migliori battute di Nick nel film provenivano da lui.

## Cast
In parti minori appaiono, un allora esordiente Mos Def, un già noto LL Cool J e gli attori Kathy Najimy e Michael Badalucco.

## Remake
Nel 1994 ne è stato fatto un remake indiano, Main Khiladi Tu Anari, con Akshay Kumar e Saif Ali Khan.